# Bootherium
Bootherium es un género extinto de bóvidos del Pleistoceno medio a tardío originario de América del Norte, el cual contiene una sola especie: Bootherium bombifrons. Los nombres vernáculos para Bootherium incluyen buey almizclero de Harlan, buey del bosque, buey almizclero del bosque, buey almizclero de cascos o buey almizclero cabeza de sombrero. Bootherium era una de las especies de buey almizclero más ampliamente distribuidas en América del Norte durante la era del Pleistoceno. Estaba más estrechamente relacionado con el moderno buey almizclero, del que divergió alrededor de hace 3 millones de años, y es posiblemente sinónimo con Euceratherium, aunque esto es incierto.

## Taxonomía
Se han documentado fósiles desde Alaska hasta California, en Utah, Texas, Misuri, Míchigan, Oklahoma, Virginia, Carolina del Norte y Nueva Jersey. La especie se extinguió hace aproximadamente 11.000 años al final de la última edad de hielo.

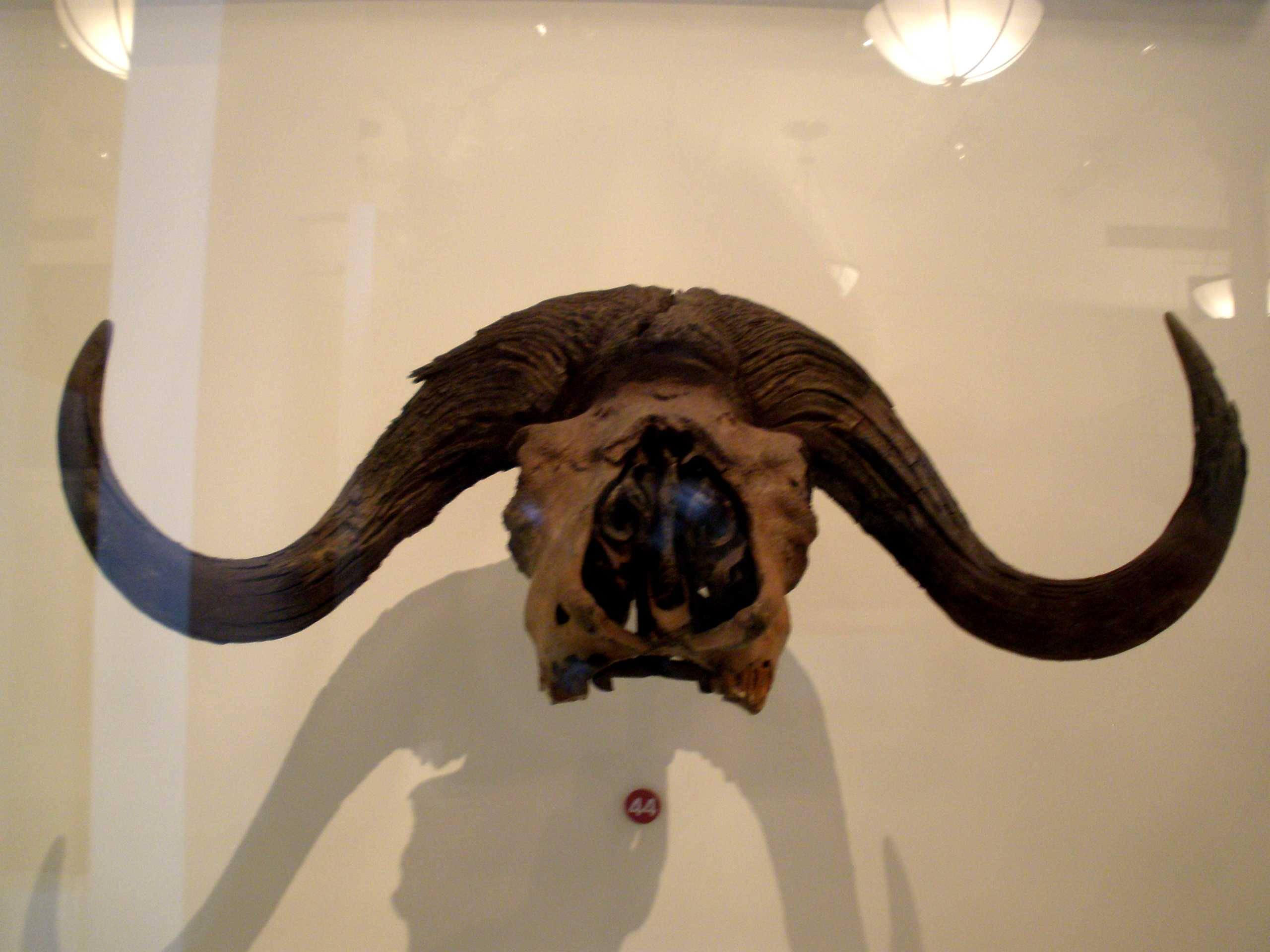
Cráneo

Antes se pensaba que Symbos era un género separado, pero ahora se sabe que es un sinónimo. El pariente más cercano de Bootherium es el buey almizclero actual Ovibos moschatus. Sin embargo, a diferencia del buey almizclero de la tundra, Bootherium se adaptó físicamente a una variedad de climas menos fríos y parece haber sido el único buey que evolucionó y permanece restringido al continente norteamericano. Bootherium era significativamente más alto y más delgado que el buey almizclero que se encuentra hoy en las regiones árticas. Se estima que Bootherium pesaba alrededor de 423,5 kg (933,7 lb). Otras diferencias fueron un cráneo más grueso y un hocico considerablemente más largo. Los cuernos de Bootherium estaban situados en lo alto del cráneo, con una curva hacia abajo y estaban fusionados a lo largo de la línea media del cráneo, a diferencia del buey almizclero de tundra cuyos cuernos están separados por un surco medial.
Otras tres especies de bueyes almizcleros convivieron en América del Norte durante el Pleistoceno. Además del buey almizclero de la tundra sobreviviente, también estuvieron presentes el extinto buey de los arbustos (Euceratherium collinum) y el buey de Soergel (Soergelia).